# Mali Lipoglav
Mali Lipoglav – wieś w Słowenii, w gminie miejskiej Lublana. W 2018 roku liczyła 269 mieszkańców. 